# Cliffe and Cliffe Woods
Cliffe and Cliffe Woods est une paroisse civile du Kent, en Angleterre.